# 王と私
王と私（おうとわたし、ハングル：왕과 나）は、2007年、韓国SBSにて2007年8月27日から2008年4月1日まで放送された時代劇ドラマ。全63話。
日本では、BS日テレにて2010年9月29日から同年12月30日まで放送（2011年4月15日から7月12日まで毎週月曜から金曜10時00分～10時55分で再放送）されたのち、BS-TBSにて2014年3月12日から同年6月12日まで放送（放送時間は毎週月曜から金曜7時00分～7時54分）された。

## 概要
キム・チョソンが成宗の側室ユン・ソファとその子燕山君を守る姿と共に、内侍の人生が詳細に明かされている。
世祖時代「死六臣」から中宗が宮廷に入る「中宗反正」までを描く。
演出はキム・ジェヒョン（金在衡）が手掛けているが、2011年4月10日に彼自身が健康状態の悪化による病死のため、事実上の遺作となった。

## 出演

### 主要人物
キム・チョソン（金処善）：オ・マンソク　子役：チュ・ミンス
内侍（宦官）。後に内侍府長、尚膳。本作の主人公。初名チョンドン。ソンジョン、ユン・ソファとは身分を超えた幼なじみ。生後すぐに母と生き別れ、養母ウォラに拾われて育ち、ウォラの師ソグィが院長の内子院で教育を受ける。

ソグィが「朝鮮一の内侍になる“三能三無”の子供」であると占い、内侍府長チョ・チギョムから養子に望まれる。一時はウォラの希望に沿って刀子匠になろうとするが、ソファへの想いを断ち切れずに自ら去勢してチギョムの養子となり、名を「チョソン」と改め内侍となる。

様々な苦難や陰謀を乗り越え、ソンジョン、ヨンサングンに仕える。謹厳実直な人物であり、2代の王に重用される。ソファの処刑に立ち会い、ソンジョンとの思い出の品である玉牌の片割れを託される。後に内侍の政治的関与を禁じる内侍府改革を巡って養父チギョムと対立する。また実父の死の経緯を知り養子の縁を切る。

ソファの死の真相を知って暴君と化したヨンサングンに、意を決して民が恐れる王ではなく、民を恐れる王になるよう諫言し、恨みを忘れるためにソファの血のついたチョゴリを焼くよう進言するが、ヨンサングンの逆鱗に触れ、拷問を受け宮殿から追放される。まもなく呼び戻され復職するが、チギョムの謀反の後、新たな謀反の兆しがあることを知ったチョソンは、六角壺を手にヨンサングンの宴席に割り入り、再び佞臣を退け諫臣を傍に置き、民心に耳を傾けるよう声を大にして諫言し、ヨンサングンに止められても更に言葉を重ね、ソファへの想いまで打ち明けると、それに逆上したヨンサングンに遂に斬りつけられ、絶命する。
ユン・ソファ（尹素花）/廃妃ユン氏：ク・ヘソン　子役：パク・ボヨン
本作のヒロイン。キム・チョソンの想い人。即位前のソンジョンと出会い見初められ、長じて側室に迎えられ、淑儀となる。父は政争に敗れて失脚し、生家は貧しく後ろ盾のない弱い立場だったが、父がセジョ即位に貢献した功臣であった縁で、チョンヒ大王大妃の庇護を受ける。コンヘ王妃の死後、ユン王子（後のヨンサングン）を産み正室（王妃）となるが、反対勢力から絶え間なく多くの陰謀を仕掛けられる。

学識高く、聡明で心優しい女性だったが、中宮としての責任感、ソンジョンへの偏愛、インス大妃や他の側室との確執、オウドンの出現で次第に豹変し、ソンジョンとの間に亀裂が生じて事あるごとに誤解され、疎まれるようになる。それでもソンジョンはソファを廃位するつもりはなかったが、ソファはユン王子を守るためというチョ・チギョムの言葉を受け入れ、自ら廃位を願い出て出宮、実家に戻る。その後も、ユン王子の無事を願って静かに暮らすソファを巡る陰謀は続き、チョン・ハンスによって偽造された王子宛ての恨みを綴った手紙などを理由についに賜薬を下される。事情を察したソファは、自分に対するのと同様に仕えてほしいとユン王子のことをチョソンに託し、粛々と賜薬を受け取り飲み干す。
ソンジョン（成宗）：コ・ジュウォン　子役：ユ・スンホ
李氏朝鮮第9代国王。キム・チョソンとは、若き日からの身分を超えた友。生後間もなく世子であった父が早世したため、母ハン氏（後のインス大妃）とともに母の実家に戻り、少年時代は王位継承権から遠いこともあり、宮殿外で自由奔放に育つ。厳格な母よりも乳母のオ氏に深い母性を感じ甘える。母が息子たちの無病息災の祈祷のためにウォラ（チョソンの養母）を呼んだことをきっかけにチョソンと知り合い、親しくなる。ユン・ソファともその頃に出会った。

叔父であるイェジョンが急逝すると、祖母チョンヒ大王大妃と義父ハン・ミョンフェの政治的結託により、兄を退けて即位。別れ際に、ソファに恋の証として大切な玉牌を割ってその片割れを贈り、それを互いに大切に持ち続けた。一目惚れしたソファを正室にと望んでいたが叶わず、幼くしてハン・ミョンフェの娘との結婚を強いられる。王妃選びの際には、将来を誓い合ったソファが選ばれなかった心痛から、恋煩いで床に臥せるほどソファに恋焦がれていたソンジョンだったが、青年期にはソファから心が離れ、オウドンとの情事でソファ廃妃の要因を作ってしまう。しかし、ソファの廃位及び賜死の処断には苦しんだ。

重臣たちに世子ユン王子のことを頼み、ユン王子には王子のために自決した母の望みどおり聖君になってほしいと告げて王の道を説き、後事をインス大妃に託して崩御する。
ユン王子/ヨンサングン（燕山君）：チョン・テウ　子役：チョン・ユンソク
李氏朝鮮第10代国王。ソファが自らの死をもって守った王子。幼いころから聡明で、周囲からは聖君の素質があると評されており、ソンジョンが倒れた時はお付きの内侍キム・ジャウォンに唆されて宮殿外に遊びに出ていたが、貧しい民の暮らしを目の当たりにして衝撃を受け、途中で宮殿へ引き返した。
即位当初は、民の涙をぬぐえる聖君になろうと誓い、財政再建や領民救済を素早く実行するため、朝廷の反対を押し切って手荒な手法で改革を進めた。当初は、セジョの時代のような王権強化を目指し、チョ・チギョムから献上された不正の調査報告書を元に廃妃の一件を名分に朝廷の重臣たちを処分し、その家財を没収することで功臣田を王室に取り戻そうという意図があったが、しかし奸臣ジャウォンの暗躍もあり、徐々に歯止めが利かなくなる。そんな中でも尚膳チョ・チギョム及び内侍府長キム・チョソン父子への信頼は厚く、重用した。
チギョムがかつて親友であるチョソンの父を裏切り死なせたことを認め、当時のことが書かれた内班院日誌を渡されたチョソンが、親の敵を父と慕ってきたのかと思い悩み辞職を願い出ると、ヨンサングンは、親が逆賊でも関係ないと引き止め、チョソンに休暇を与える配慮を見せる一方、父が剛健な王だったら母は死なずに済んだと、ますます強固な王権に憧れていく。
奸臣キム・ジャウォンに乗せられ、一時は納得し今後は話題にしないと決めた母ソファの死の真相を知り豹変、恐怖の暴君と化し、母に賜薬を下すことに同調した者や見殺しにした者すべてを処刑するよう命じ、血まみれの報復政治で多くの重臣らを粛清する。その一方で、忠臣と信じた者たちが母を殺したと知った虚しさと王としての孤独さから、民心を顧みず、気晴らしのために国中の妓生を集め、佞臣と酒宴に興じてばかりいるようになる。三司の忠言を聞き入れず、内侍を手始めに朝廷の重臣に至るまで、その首に慎言牌（シノンペ）を掛けさせて一切の諫言を封じる。ついには激昂のあまり、幼い頃からそばに仕え、我が子のようにかわいがってくれた忠臣中の忠臣と信じるチョソンまでを斬り殺してしまい、後悔の念に駆られる。

その後、夢にチョソンが現れるようになり、思い悩んで宮殿で亡くなった霊を慰めるための祭祀を行い、更に心機一転、妓生を追い払い、民の声を聞くと決め、チャスン大妃のための宴を開催する。その宴席に反乱軍が踏み込み廃位を告げられるも冷静に受け止め、素直に従う。流刑地へ向かう途中、ウォラからソファがチョソンに託した玉牌の片割れを渡される。流刑先では粗末な小屋で暮らし、母を恋しがる幼い日の自分と、なだめて背負うチョソンの姿を思い出す。
チョ・チギョム（趙致兼）：チョン・グァンリョル
内侍府長。後に尚膳。キム・チョソンの義父。両班出身。カリスマ性を備えた宮廷の陰の実力者。扇術、笛が得意。第4代王セジョン（世宗）大王の時代からヨンサングンまで7代の王に仕えてきた。王室への忠誠は厚いが、非情な冷徹さを併せ持ち、ハン・ミョンフェと結託して、セジョ即位に功を立てる裏では、親友キム・ジャミョン（チョソンの実父）を裏切り、死に追いやった。また、内侍への締めつけを強めるイェジョンを、ハン・ミョンフェと共謀して暗殺によって排除し、年若いソンジョンを即位させるなど、政治に積極的に関与する。イェジョンの一件の際にハン・ミョンフェから念書を取っており、そのため朝廷一の実力者ハン・ミョンフェといえども、チギョムには容易に手が出せない。

ユン王子の世子冊封と引き換えに、内侍府長をヤン尚薬に譲り引退する。後に内侍の政治的関与を禁じる内侍府改革を巡り対立したチョソンにより追放され失脚する。オ氏の死後、数年間ト・グムピョを供に地方巡回に出る。都に戻ると、廃妃の件の真相をヨンサングンに問われ、「廃妃ユン氏は嫉妬からソンジョンの顔を傷つけ、また側室の毒殺を謀って廃妃になり、その後も新王妃毒殺や恨みを綴った手紙を王子に送ろうとして処分された」と、表向きの経緯だけを答えて真相を伏せるが、嵐の到来を予感する。幼い頃からヨンサングンに近侍するお気に入りの内侍キム・ジャウォンの王の寵愛を笠に着た振る舞いに釘を刺す一方、ヨンサングンが王権強化を望んでいることを察し、内侍の政治への関与を禁ずる現内侍府長チョソン不在の間に、監察部長ホン・グィナムに命じて朝廷の不正を調査させ、その報告書をヨンサングンに献上する。王室や朝廷を血で染めるまでに至ったヨンサングンの暴政を止めるために謀反を試みるも、王への忠誠心から、無防備に眠るをヨンサングンを前に果たせず進退極まる。最期はチョソンの目の前で、親友ジャミョンが死んだのと同じ場所で、彼の形見の短刀で胸を突き自死する。

チョソンの実母・オ氏（尚宮）を一途に想っている。宮殿を追放されたオ氏が尚宮と知りながら世話をしたことを咎められ、オ氏が更に都からも追放されることになった際、ユン王子の世子冊封が成り内侍府を引退したチギョムもついていくつもりだった。オ氏の自害後、そのショックから総白髪となる。

### 王族
チョンヒ大王大妃：ヤン・ミギョン
李氏朝鮮の7代目国王、セジョ（世祖）の正室、貞熹王后。ソンジョンの祖母。イェジョンの死後、ハン・ミョンフェらと結託して、長子ではないソンジョンを王位につける。イェジョン、ソンジョンの二人の王の代に垂簾聴政を行う。初恋の相手ユン・ソファを想い続けるソンジョンを思いやり、またソファの父が夫セジョの即位に貢献した功臣であったことから、ソファを側室に迎えようとしたり、入内後のソファに目をかけ慈しみ、廃位にも反対する。

垂簾聴政を終えた後も、王室の年長者として隠然たる影響力を持ち、ソファ擁護の立場から、ユン王子世子冊封の後押しをする。ソファの廃位、賜死に至る一連の騒動で弱りきり、ユン王子にソファの死を知らせず王位を継がせるよう遺言して逝去する。
インス大妃：チョン・イナ
ソンジョンの母。ヨンサングンの祖母。ソンジョンが、政治面では祖母のチョンヒ大王大妃を頼みとし、私的には乳母のオ尚宮に懐いていることに嫉妬している。ユン・ソファの入内、立后に強く反対する。ソファが王妃になると両者の溝は一層深まり、ついにはソファの廃位及び賜死に至る。その確執の結果、晩年は狂気と化した孫のヨンサングンと激しく対立することになる。王室の長老としてヨンサングンを諫めようとするが受け入れられず、溝は深まるばかりで、ついには自分に仕える尚宮たちを惨たらしく殺されたショックから倒れる。危篤の知らせを受け駆けつけたヨンサングンに、廃妃ユン氏のことは後悔していない、ヨンサングンの賢さを信じたから世子にしたのだと話し、これ以上血の雨を降らせてはならないという言葉を残して逝去。
イェジョン（睿宗）：ユ・ミノ
朝鮮第8代国王。セジョとチョンヒ大王大妃の次男。ソンジョンの叔父。即位するや、朝廷内の改革を強硬に推し進めようとした。内侍への締めつけを強め、内侍禁婚令を発令するが、内侍が家門を残す唯一の方法を禁じるものであることから内侍府長チョ・チギョムは強く反対し、直談判に及ぶがイェジョンに斬りかかられる。チョンヒ大王大妃に諫められたイェジョンは、垂簾政治の終了と引き換えに内侍禁婚令を取り下げるが、チギョムは責任を取らされ内侍府長の職を解かれる。復職を企むチギョムは、ハン・ミョンフェと結託し、イェジョンを毒殺により排除する。
コンヘ（恭恵）王妃：ハン・ダミン　子役：キム・ヒジョン
ソンジョンの最初の正室。上党君（サンダングン）ハン・ミョンフェの次女。幼くして政略結婚で王妃となったが、ソファへの思いの強いソンジョンに長く疎んじられていた。王室に子がないことを気に病み、ソファを側室にするよう後押しする。父の暗躍に心を痛めている。体が弱く流産のため若くして他界。
ユン・スクキョン：イ・ジン
ソンジョンの3人目の正室（王妃）（チョンヒョン王妃、チャスン大妃）。ユン・ホの娘。チンソンデグン（晋城大君）の母。ユン・ソファと同時期に入内し淑儀となる。人柄よくインス大妃の信望も厚い。温和な性格で、側室としてライバル関係にあったソファとも親しくし、ソファの廃位後も礼儀を忘れず接して気遣う。オム淑儀、チョン淑容ら側室が打ち揃ってソファの廃位を願い出るなか、中立を保った。ソファの廃妃後、新王妃に決まったことを伝え聞いたソファも、ユン淑儀ならば、と得心した。生母を失ったユン王子の母代わりとなるが、まもなく懐妊し、実子との間で葛藤に心を痛める。

大王大妃殿の尚宮たちへのヨンサングンの乱行に、インス大王大妃が倒れたと聞いて覚悟を決めて大殿へ向かい、行いを改めないなら母として鞭打つと叱る大妃の言葉にヨンサングンは涙し、実の息子のように叱ってくれず寂しかったと吐露する。
シン（慎）氏：パク・ハソン
ヨンサングンの正室（王妃）。母はセジョンの四男・臨瀛大君の娘。荒れるヨンサングンを諫めようとするが聞き入れられない。
オム貴人：ハン・ソジョン
ソンジョンの側室。ハン・ミョンフェの肝いりで入内する。淑儀→貴人。嫉妬深い野心家で、尊大な言動が目立つが、ソンジョンの前では貞淑で控えめな女性を装う。若い内侍を引き入れての酒宴を拒んだキム・チョソンに恨みを抱き、女官のホンビを使ってチョソンとユン・ソファに罠を仕掛ける。ソリョンに唆されてソファ廃位の決定打となる仕掛けをするなど、ソファを追い落とす陰謀に関与する。ソファを廃位し宮廷から追い出した重要人物。チョン貴人を殺した後に乗り込んできたヨンサングンにより拷問用の刑具で撲殺され、遺体は山中に捨てられる。
チョン貴人：ユン・ヘギョン
ソンジョンの側室。ハン・ミョンフェの肝いりで入内する。淑容→貴人。勝ち気な性格で、オム貴人と結託。後ろ盾がないため、息子を王位につけたいと願う。ユン・ソファを追い落とす陰謀に関与し、ソファを廃位し宮廷から追い出した重要人物。チョ・チギョムの謀反に際して、チャン・ノクスとキム・ジャウォンの虚言によってチョン貴人の二人の王子が拷問にかけられたため、ヨンサングンに助命嘆願すると、ソファのように息子のために死ねるかと迫られる。覚悟を決めてヨンサングンの前に出、賜薬を下されるも結局飲むことができず、ヨンサングンに無理やり飲まされる。遺体は山中に捨てられる。
チャン・ノクス（張緑水）：オ・スミン
ヨンサングンの側室。淑媛。元は齊安大君の使用人（奴婢）だったが、ヨンサングンの目に留まり、また率直な物言いが気に入られ側室に迎えられる。舞や唄に優れ、その寵愛を一身に受け絶大な権力を手にする。身分の低さから王室では存在を認められていないにもかかわらず、キム・ジャウォンに唆されてインス大王大妃のご機嫌伺いに赴いたところ拒絶され、尚宮たちの失笑を買う。泣きつかれたヨンサングンは嘲笑したという尚宮たちを捕えて目潰しなど残酷な刑に処し、インス大王大妃に大きな精神的ショックを与える。最終話で懐妊するが、キム・チョソン斬殺のショックを引きずるヨンサングンに関心を向けられることもなく、宮殿に乗り込んだ反乱軍に殺される。
チンソンデグン（晋城大君）：ノ・ヨンハク　子役：カン・スハン
李氏朝鮮11代目国王、チュンジョン（中宗）。貞顕王后尹氏の長男、ヨンサングンの異母弟。従順で賢く、チャンス大王大妃とインス大妃の寵愛を受ける。ヨンサングンを実の兄のように慕うが、豹変したヨンサングンの横暴にいつ殺されるかわからない不安の歳月を送る。我が子の行く末を心配するチャスン大妃からチンソンデグンの顔相を依頼されたチョソンの養母ウォラは、「尊い座にあがり天寿を全うする」と占う。
ファン（㤚）世子'：イ・ジオ
ヨンサングンの王子。ヨンサングンが世子冊封を急ぐ。
イ・ドン：ソン・ウジン
王族。泰康守（テガンス）。オウドンの夫。オウドンの浮気相手がソンジョンとも知らずに、オウドンの情夫捕獲に血眼になる。
亀城君（クソングン）:パク・ドンビン
セジョン（世宗）大王の孫。文武両道に優れた豪放な人物としてセジョの寵愛を受けた王族。セジョの死後、王族の中心的存在になった。イェジョンの忠臣。チョ・チギョムとハン･ミョンフェが先王イェジョンを暗殺した証拠を握ろうと躍起になるが、チョ・チギョムらには先手を打ち、亀城君が謀反を企んでいるとチョンヒ大王大妃に吹聴、亀城君の一派は幽閉される。ユン・ソファの父もこの一件に連座して流罪にされた。
月山（ウォルサン）大君
ソンジョンの実兄。病弱を理由に、長子でありながらイェジョンの後継に選ばれなかった。孝に篤く穏やかな性格。王族間の殺戮を繰り返す政治を嫌悪する。風流を愛で、弟に王位を譲歩して望遠亭で悠々自適に暮らす。
斉安（チェアン）大君
イェジョンの次男。ソンジョンの従弟。父王の死後、幼少を理由に王になれなかった。気品のある純粋な性格で、インス大妃の干渉に負けて糟糠の妻と別れたが、後にソンジョンの配慮で再会する。ヨンサングン即位後は共に風流を楽しむ関係になり、使用人（奴婢）チャン・ノクスとの縁を取り持つ。
安陽君：
ヨンサングンの異母弟。チョン貴人の長男。謀反の罪で拷問を受け、流罪にされる。
鳳安君：
ヨンサングンの異母弟。チョン貴人の次男。謀反の罪で拷問を受け、流罪にされる。

### 内侍（ネシ）
チョン・ハンス：アン・ジェモ　子役：ペク・スンド
監察部長。両班出身の野心が強い内侍。生家が貧しく立身出世のために内侍になる。キム・チョソンとは内子院時代からの仲で、チョソンに対しライバル心を燃やす。はじめ宮中で強い勢力を持つ内侍府長チョ・チギョムの養子になろうとして拒まれ、その養父ノ・ジョンソプに取り入り養子となる。後にチョソンとチギョムが対立するようになると、チギョムと手を組みチョソンを苦境に追い込む。インス大妃、上党君ハン・ミョンフェに取り入り、ソリョンとともにユン・ソファを追い落とすため様々な陰謀を企み、その廃位及び賜死に具体的に大きく関与する。女官ホンビの残した手紙で、ソファを巡る悪事が明らかになって逮捕令が出されたが、助けを求めたハン・ミョンフェ、チギョム双方から見捨てられ、窮地に陥り姿を消す。
落ちぶれて惨めな物乞いとして暮らしているところを、ヨンサングンが母の死に関して知りたがっていることを察したヨンサングンの側近の内侍キム・ジャウォンによって探し出され、廃妃事件の真相について、「後ろ盾のない廃妃ユン氏は王室で孤立し、朝廷や王室がともになって死に追いやった」と、チギョムの説明とは異なる証言をし、ヨンサングンの疑念を呼び起こす。ヨンサングンへの証言後、ジャウォンに逮捕令による刑死か、ジャウォンに組して内侍府へ復帰するか迫られ、鼓子は内侍としてしか生きられないと復職の望みを託して一旦はジャウォンに従おうとする。しかし、自分が姿を消していた間、チョソンら内子院時代からの仲間たちがハンスの母の墓の世話をしてくれていたことを知り改心する。そもそも強い野心を抱いたのも、最高の内侍＝内侍府長になり、富と権力を得て母に孝行したいという思いが高じてのことだった。内侍府への忠誠は本物だったとチョソンに語り、内侍への復職を諦め、国を離れ二度と戻らないと告げて立ち去ろうとするも、そのハンスの前にチギョムの意を受けたト・グムピョが現れ、観念したハンスは監察部長にふさわしい死に方をさせてほしいと願い自害する。
ハンスが記した監察部日誌は、その後、チョソンの同僚内侍たちを追い落としジャウォンが監察部長にのし上がる道具にされてしまう。
ヤン・ソンユン：キム・ミョンス
尚薬。煎薬係長、後に内侍府長、尚膳。チョ･チギョムの内子院時代からの親友。チギョムの同期。弟子が殺害されてから酒びたりの毎日を送る。歌や舞が得意。禁酒令を盾に、たびたび役を押し付けられることがあり、ユン王子の世子冊封と引き換えに引退したチギョムの後任の内侍府長になる。チギョムから真相を知らされ親子の縁を切ったチョソンに、内班院日誌には書かれたことと別の真意がある、チギョムがチョソンの父を死なせたのもイェジョンの毒殺も、野心ではなく内侍の務めを果たしただけなのだと語る。チョソンの死後、他の内侍たちを連れてヨンサングンに泣訴し、キム・ジャウォンに叩き殺される。
ト・グムピョ：ハン・ジョンス
護衛内侍大将。武芸に秀でる。鞭の達人。両親に捨てられたのをチョ・チギョムに救われた恩でチギョムの忠臣となる。去勢もチギョム自らが行った。チギョムの配下として、内密に政治的な脅しや暗殺まで担う。一方で度量も広い。チギョムの謀反に加担し、チギョムを逃がそうとしてキム・ジャウォンに射殺される。
ノ・ジョンソプ：シン・グ
尚膳。チョ・チギョムとチョン・ハンスの養父。王に対する忠誠心よりも家門第一の思いが強い。そのことにより、後にチギョムと熾烈な争いを展開し、絶縁することになる。ハンスの釈放を条件に、チギョムと取引したソリョンによって毒殺される。最期は、ソリョンの腕の中で眠るように息を引き取った。遺産はハンスが引き継ぐ。
ムン・ソウン：カン・イニョン
内侍。キム・チョソンの内子院同級生で親友。元々不能者であったので去勢はしていない。元大道芸人。足をけがしたため養父に捨てられてしまう。風貌は女性のようであり、中性的な雰囲気を持つ。美男で歌や踊りに長けるため、ソンジョンの寵愛を受ける。密かにチョソンを慕っている。チョソンの死後、ヨンサングンに泣訴し惨殺される。
チェ・ジャチ：キム・ダヒョン
大殿内官。キム・チョソンの内子院同級生で親友。テサリ。生まれつき鼓子のため内侍になったが、宮中に入ってから男性機能が芽生え、女官たちと情を交わすようになる。パク女官との情事をチョソンに目撃されてしまうが、相談を受けたチョソンは二人を逃がそうとする。しかし、ジャチはチョソンに迷惑をかけないために、パク女官と道中で別れ宮殿に戻る。チョソンの死後、ヨンサングンに泣訴し惨殺される。
ホン・グィナム：キム・ヨンジュン
監察部長。キム・チョソンの内子院同級生で生涯の友。生まれながらの鼓子で内子院に売られてきた。プラス思考の持ち主で明国に朝貢内侍として供される。内侍の政治への関与を禁ずる内侍府長チョソン不在の間に、ヨンサングンが王権強化を望んでいることを察したチョ・チギョムの命令で、朝廷の不正を調査させられる。三司の代わりに内侍が朝廷の業務を行うよう命じられた際に他の長官たちとともに命令の取り下げをヨンサングンに願い出たところ、チョン・ハンスが記した監察部日誌の内容を理由に降格処分にされ、後任にキム・ジャウォンが就く。チョソンの死後、ヨンサングンに泣訴し惨殺される。
ソン・ゲナム：イ・ゴンジュ
尚茶。キム・チョソンの内子院同級生で親友。吃音のために大殿内官はなれず、年をとっても掃除などを担当している。大食漢。チョソンの死後、ヨンサングンに泣訴し惨殺される。
シム・ギス：イ・サンウォン
監察部内侍。キム・チョソンの同期。チョン・ハンスの部下。テサリ。ソン女官の情事により追放となる。
ハン・チグン：チョン・テス
監察部内侍。キム・チョソンの同期。かつてはチョン・ハンスに組していたが、チョソンの温情に触れ、ハンスに従わなくなる。後に明の宦官の養子となり、ユン王子の世子冊封の使者として登場する。
イ・ゴンシン：イ・ヒョン
護衛内侍隊長。キム・チョソンの側近。キム・ジャウォンの同期。真っ直ぐな性格。チョ・チギョムの謀反の際、立ちはだかるト・グムピョと剣を交えることに躊躇うが、グムピョに促され戦う。その後、王の意に従うと剣を捨てたグムピョを、後から来たジャウォンが射殺してしまう。チギョムたちの死後、独断でジャウォンを捕えるが、チョソンに止められる。
チャン・スンム：キム・ハギョン
チョ・チギョムの後任の内侍府長。しかし実際はチョ・チギョムの操り人形にすぎない。時勢によって立場を変え渡り歩く。
パク・グンス：アン・ジョンフン
上級内官。時勢によって立場を変え渡り歩く。
オム・ギョンファン：キム・ヨンホン
上級内官。清廉潔白で原理原則主義者の内侍府改革派。内侍たちに厳格すぎるため嫌われているが、内侍府内の不正腐敗を抉り出すなど忠義の人物。チョ・チギョムの養子として内侍になったキム・チョソンに厳しく当たるが、後に意気投合してチギョムを失脚させる。
イ・ギルトン：
小宦。チョソンたちの内侍府改革に賛同し、小宦のまとめ役となった。チョソンは彼を弟のようにかわいがる。チョソンがハンス配下の護衛内侍に襲われたとき、チョソンをかばい絶命する。ギルトンの死が内侍府改革成功の大きなきっかけとなる。
キム・ジャウォン：カン・ジェ
内侍。後に監察部長、内侍府長。ヨンサングンに小宦の頃から仕える側近中の側近。血の嵐となった甲子士禍を引き起こした張本人。ヨンサングンを諫めるキム・チョソンとは正反対に、ヨンサングンを暴君へと導く奸臣。ジャウォンたちが卒業して内子院を去り、感傷に浸っていたチェ参奉は、ジャウォンが一番の優等生だと評していたが、内侍は王のご機嫌取りをすればよいという歪んだ忠誠心から、イム・サホンと結託し、聖君の素養があると期待された意気軒昂な若い王ヨンサングンを暴君へと変貌させる。廃妃事件を利用して得た王の絶大なる信頼を盾に、大臣以上の権力を持つようになる。ヨンサングンの歓心を買うためならどんな労も厭わない。ヨンサングンの寵愛を笠に着ての横暴な振る舞いは民の反感を買い、内侍府を危機に陥れる存在として、チョ・チギョムにも警戒され、民への暴力についてヨンサングンに建言されるが、その寵愛は厚く、咎められることはなかった。
ヨンサングンを唆して廃妃の母・兄の世話役となって二人に取り入り、廃妃事件の情報を聞き出す一方、チョソンが保管していた廃妃の遺品（血のついたチョゴリ）を内子院から盗み出して、ヨンサングンに会ったら渡すように指示。チョン・ハンスが廃妃を陥れたと耳にすると、物乞いに身を落としていたハンスを探し出して真相を露わにさせてヨンサングンを揺さぶり、狩りの帰りに廃妃の母を訪問するよう勧めて廃妃の遺品を受け取らせ、ヨンサングンの怒りを煽り立てた。

チギョムの謀反の後、イ・ゴンシンの独断で捕えられるが、チョソンのおかげで助かる。チョソンが内侍府長として幾度も内侍の本分を正そうとしたり、権力など儚いものだと諭しても聞く耳を持たなかったが、これは自分を内子院に売った親を恨んでおり、内侍府長になったら自分を内子院に売った親を探し出し、自分の栄誉を見せつけてやりたいという思いを抱いているからである。
謀反（中宗反正）が起きた際、逃げるよう促されても反乱軍からヨンサングンを守るため宴会場へ駆け戻ろうとし、その途中、反乱軍に斬り殺される。廃妃事件を蒸し返したのも、ヨンサングンを酒宴漬けにしたのも、その歪んだ忠誠心ゆえだった。

### 朝廷
ハン・ミョンフェ（韓明澮）：キム・ジョンギョル
上党君（サンダングン、上党府院君）。コンヘ王妃の父。勲旧大臣の中心人物。セジョ即位の功臣。娘二人をそれぞれイェジョン、ソンジョンの正室にし外戚として権勢を振るう。チョンヒ大王大妃とともに年若いソンジョンを即位させた。権謀術数に長けた老獪な政治家で、王をも恐れぬ朝廷の実力者。内侍府長チョ・チギョムとはときに共謀し、またときに対立する。娘のコンヘ王妃亡き後は、ソンジョンの親政開始と引き換えに、息のかかった2人を側室として入内させる。廃妃ユン氏の賜死後もユン王子の世子冊封に反対し続けたが、ユン王子が世子に決まるとソンジョンから引退を勧告される。数年後に死亡。
ユン・ホ：チェ・ジョンファン
兵曹参知→右議政。スクキョン（ユン淑儀、のちのチョンヒョン王妃、チャスン大妃）の父。ソンジョンの味方が少ないことを憂えたチョ・チギョムに請われ、娘を入内させる。娘であるチャスン大妃に請われて朝廷と対立するヨンサングンに味方していたが、ヨンサングンの廃妃ユン氏への思いの強さを警戒するようにと忠告した後、急逝する。
キム・ジャミョン：イ・イルチェ
内禁衛（ネグミ）大将。オ氏の夫。キム・チョソンの実父。前王魯山君（ノサングン）の復位を目的としたセジョ暗殺計画のリーダーで、協力を求めた親友のチョ・チギョムの裏切りに遭い、妊娠中の妻オ氏を残し、非業の死をとげる。
ユン・ギギョン ：ソヌ・ジェドク
ユン・ソファの父。正言。イェジョンの忠臣だった亀城君らが謀反の疑いで幽閉されると、その一派として配流される。このため、ソファの生家は困窮していくことになる。
ユン・ギヒョン：チョン・ソヨン
承侯官。ユン・ソファの兄。仕事をせず酒びたりの生活を送り、いつもソファを困らせている。単純な性格で、ソファが王妃になると舞い上がり、失態を演じる。チョン・ハンスとパク・ドクフの罠にはまり、宮廷に忍び込んだとして逮捕される。その際にハンスが用意した「母の恨みを晴らしてくれ」という内容のソファの筆跡を精巧に真似たユン王子宛の偽手紙を持っていたことから、ソファの賜死に一役買ってしまう。ソファ処刑に伴い流罪となる。
パク・ドクフ：キム・ヒョク
ソファの元婚約者。義禁府長パク・ジンソンの息子。ソファの兄ユン・ギヒョンの幼なじみで、頭は切れるが出世欲が強く人間の幅は狭い。オウドンの醜聞でも名が挙がり捕えられる。ソファの廃位後、栄華を取り戻したい一心でユン王子の世子冊封の後押しを願うギヒョンを、チョン・ハンスとともに罠にかけ、ギヒョンに偽手紙を持たせる。
シン・スンソン：ソン・ソクホ
右議政。ヨンサングンの正室シン氏の父。
シン・スグン：キム・サンウォン
ヨンサングンの正室シン氏の兄で、チンソンデグン正室の父。ヨンサングンを恐れ追従する。謀反（中宗反正）への加担を断ったため、反乱軍に殺される。
イム・サホン（任士洪）：イム・ビョンギ
豊川尉（プンチュンウィ）。キム・ジャウォンと並ぶ佞臣。ソンジョンの時代に政治への参加を禁じられていた王族や外戚をヨンサングンが朝廷に呼び戻したことをきっかけに登場し、ジャウォンと結託してヨンサングンに取り入る。酒宴好きのヨンサングンの下、ジャウォンの勧めで掌楽院の提調（長官）となってジャウォンとともに寵愛を受け、ヨンサングンの勘気に怯える重臣たちと一線を画す。ヨンサングンの宴に向かう道中、謀反を起こした反乱軍に殺される。
イ・セジャ：イ・ギョンヨン
左承旨。ソンジョンの指名を受け廃妃ユン氏処刑の伝奏を勤める。その際、ソファとは面識がなかったため、同行したチョソンが面通しをした。実質的には賜死の場に立ち会っただけだったが、使者となったことがヨンサングンの不興を買い、母の廃妃及び賜死に疑問を抱き始めたヨンサングンから痛烈な嫌味を放たれて震え上がり、ヨンサングンの服に酒をこぼしてしまう。ついには逮捕令を出されたが、捕吏に捕えられる前に処罰を恐れて自室で縊死し、遺体は剖棺斬屍（ko:부관참시）に処される。
ユ・ジャグァン：キム・ヨンソン
武霊君（ムリョングン）。大臣。ヨンサングンの勘気に触れることを恐れている。謀反（中宗反正）に加わる。キム・チョソンにも協力を求めたが断られる。この誘いがチョソン最期の諫言へと繋がる。
キム・イルソン：
史官。セジョの王位簒奪を批判する内容を史草に記したことが知られてヨンサングンの怒りを買い、拷問の上、打ち首にされた。 師のキム・ジョンジクも剖棺斬屍に処された。
尚宮長：チェ・ウンスク
ソファの廃妃に関わる。ヨンサングンに目潰しの拷問を受ける。
ホン尚宮：ポン・ヘソン
古くからのインス大妃付きの尚宮。ソファの廃妃に関わる。ヨンサングンによって斬首刑にされ、遺体は宮殿から放り出される。
チャン尚宮：チェ・ワンジョン
チョンヒ大王大妃付きの尚宮。ソファの廃妃に関わる。ヨンサングンに耳削ぎ、舌抜きの拷問を受ける。
ナ尚宮：チョン・ヒョナ
監察尚宮。オ尚宮の後任としてソファ付きの尚宮となる。尚宮長にソファの監視役の密命を受ける。チョン・ハンスの命で、ソファの部屋に毒と呪いの糸を隠すなど、ソファの廃妃に大きく関わる。ヨンサングンに耳削ぎ、舌抜きの拷問を受ける。

### その他
オ氏：ヤン・ジョンア
尚宮。キム・ジャミョンの妻でチョソンの実母。チョ・チギョムの想い人。夫を殺され逃亡中にチョソンを出産。その後、崖から転落した衝撃で夫とチョソンの記憶を失い、チョソンとは生き別れになってしまう。チギョムの紹介でソンジョンの乳母となる。ソンジョンが即位することになると、仕えていたインス大妃の実家を追い出されて内子院に身を寄せることになり、生き別れになった息子とは知らずにチョソンと心を通わせていく。ソンジョンが恋煩いで寝込んだ際に宮中に呼び寄せられ、以後、尚宮として仕えることになる。

ソファがオウドンに会いに行った件をインス大妃に厳しく咎められ、宮殿を追放される。その後は、チギョムの世話で昔の家で暮らし、ついにはチギョムと縁を結ぶが、尚宮でありながらチギョムの側室となったことを咎められ、更に都からも追放されることになる。そこへソファを巡る悪事が露見した自分を見捨てたチギョムを恨むチョン・ハンスから昔の内班院日誌を渡され、それをきっかけに記憶を取り戻し、チギョムを拒絶。ウォラに真実を知らされ訪ねてきたチョソンに父のことを話した後、チョソンの腕の中で息絶える。夫の仇と縁を結んでしまったことを悔い、以前、嫉妬したチギョムの正室チョン氏が置いていった毒を飲んでいたのだった。
ソリョン：チョン・ヘビン　子役：キム・イェウォン
ノ・ジョンソプの小間使い、後に養女。耳が不自由なふりをしている。チョン・ハンスとともに多くの陰謀を企む。その正体は、売られてジョンソプの妻になったものの、使用人と逃げて殺されたジョンソプの元妻の娘。チョ・チギョムと取引してジョンソプを毒殺し、ハンスを助けた後はしばらく身を隠していたが、都に戻るとすぐに暗躍を再開、ソファの行動をインス大妃に密告させたり、ソンジョンとオウドンの密会を手引きするなどして宮中に混乱を巻き起こし、このことがソンジョン及びインス大妃とソファの関係を一層悪化させ、ソファ廃位に発展することになる。オム淑儀と女官ホンビもソリョンの手駒。チギョムから事態の収拾を求められたハンスによって毒酒をもられ口封じされる。
オウドン（於于同）：キム・サラン
自ら「男と情を交わす者」という意味を持つ名を名乗る才色兼備の女性。家門や夫の束縛から逃れ自由に生きようとする。恵人。王族の夫イ・ドンから縁を切られ、両班でありながら、王族や朝廷の高官から身分の低い者まで多くの男と情を交わして生きるようになる。オウドンと通じた男たちの体には彼女の名の刺青がある。民の声を聞くためにお忍びで城外に出かけたソンジョンと出会う。巷では妖婦と噂されているが、実際は義理と人情に厚く、市井の民衆の惨状を憂いている。そんな彼女にソンジョンは惹かれていき、オウドンも真の愛に目覚める。
チョン氏：キム・ソヒョン
チョ･チギョムの妻。米10俵と引き換えにチギョムに嫁いで来た。夫に対する愛が強いために、夫と関わりある人々に傲慢な態度をとってしまう。また嫉妬深く、宮廷から追い出された後にチギョムと縁を結んだオ氏に毒を突きつける。チギョムの危機の時は、夫を見捨てず一途に支えた。両班出身で成績優秀なチョン・ハンスが養子になるものと期待していたため、はじめ身分の低いチョソンが養子になったことが受け入れられずにいたが、やがて受け入れるようになる。
チェ・ソグィ：ヨ・ウンゲ→キム・スミ
筮亀。内子院院長。元尚宮で、退官後に内子院を開く。チョ・チギョムをはじめ内侍たちの母として強大な影響力を持ち、王室とも篤実な間柄。ウォラの養母で師匠。顔相を見て、未来を当てる神通力があり、キム・チョソンが朝鮮一の内侍になる“三能三無”の運命に生まれたことを見抜く。
ウォラ：ユン・ユソン
筮亀。キム・チョソンの養母。両班の家庭に生まれ何不自由ない生活をしていたが、神憑りの病に罹り、気味悪がった両親に捨てられてソグィの養女になる。絶望の余り自死しようとした時に赤ん坊のチョソンを拾う。チョソンが内侍になることに強く反対する。
教官であるチェ参奉が内子院を去り、生徒も絶えたため内子院を閉じ、ケドチと二人で後を守る。チョソンからソファの遺品（血のついたチョゴリと玉牌）を預かっていたが、チョゴリはキム・ジャウォンに盗まれてしまう。我が子の行く末を心配するチャスン大妃からチンソンデグンの顔相を依頼され、「尊い座にあがり天寿を全うする」と占う。チョソンの死後、廃位されて流刑地に向かうヨンサングンに、チョソンが託されたソファの形見の玉牌の片割れを渡し見送る。
ケドチ：アン・ギルガン
内子院の刀子匠。家畜の屠殺や首切り役人もする白丁。ウォラを心から慕う。体の衰えを感じて無言で内子院を去るが、ウォラに一生そばにいてと泣いて連れ戻される。
チェ・チャムボン：カン・ナムギル
参奉（内子院の教官）。生徒たちにとって父親的な存在。鼻が赤い。女好きで、娘のポドゥルを溺愛している。キム・ジャウォンをその年の卒業生の中で一番の優等生と評す。
タンシル：キム・ミリョ
チェ参奉の後妻で夫を尻に敷いている。内子院院長。錬金術に長けている。筋肉質の男性が好み。
チェ・ポドゥル：キム・ジョンミン
ユン・ソファ付きの女官。王妃になりたいとオ尚宮付きの女官として宮中へ上がったが、全く縁遠いお針子部屋の担当になり夢破れる。当初、側室候補として離宮に来たソファに辛く当たり、意地悪をしていた。窮地に陥った王妃ソファを助けたい一心で、チョン・ハンスに唆されて、ナ尚宮がソファの部屋に隠した毒と呪いの糸を隠したのは自分であると偽証し、かえってソファを廃位へと追い込んでしまう。
シン氏：チェ・ジョンウン
ユン・ソファの母。息子ユン・ギヒャンの素行不良に悩んでいる。ソファの賜死後は流刑に処されていたが、キム・ジャウォンに唆されたヨンサングンが改葬したソファの墓守として都に呼び戻される。再会したヨンサングンにソファの遺品を求められ、ジャウォンから預かった「血のついたチョゴリ」を手渡す。
ホン・ホンビ：チェ・ハナ
生果房の女官、後にオム淑儀付き女官。ソリョンの手先（ソリョンはホンビの元身元引受人）。当初、ソリョンにキム・チョソンの監視を命じられていた。しかし、チョソンの実直な性格に触れていくうちに、次第に彼にひかれていく。ソリョンの毒殺後、チョン・ハンスから「これが最後」とユン王子のお茶に毒を盛るよう命じられるが果たせず、その後口封じのため殺される。その際、チョソン宛てに、廃妃ユン氏にまつわる悪事はハンスに脅されて自分がやったことだと事の真相を記した手紙を残す。
ソン・タルレ：イム・ジヒョン
オム淑儀付きの女官。シム内官の情婦。妊娠が明らかとなり、宮中で相手の捜索が進むなか、シム内官を守るため舌をかんで自死する。
チゴビ：チョン・ギソン
オウドンの元情夫。腕の良い銀細工職人。オウドンが夫に縁を切られる原因となった。ソンジョンを襲撃するが、かばったチョソンを刺してしまう。左腕に「オウドン」の刺青がある。ソンジョンとオウドンの情事を隠すために内侍府によって絞殺される。
キルニョ：ハム・ウンジョン
オウドンの侍女。
ケヒャン：ホン・ソヒ
地方の下級官僚の娘。キム・チョソンがソンジョンの3年間の墓守を終えて宮廷に戻る途中に行き倒れているのを保護し、以後内子院で生活するようになる。
キム・ジェウォンがソファの遺品を盗みに入った際にぶつかり、犯人は恐らく内侍であろうと証言する。チョソンの死後、内子院再開のためにウォラとケドチが去った後も内子院に残る。

## スタッフ
- 原作：イ・スグァン
- 演出：キム・ジェヒョン、ソン・ジェソン
- 脚本：ユン・ドンユン
- 制作：olive9、TV ZONE

## 視聴率
| Ep.  | 放送日     | 全国 | ソウル |
| ---- | ---------- | ---- | ------ |
| 1    | 2007-08-27 | 14.4 | 14.8   |
| 2    | 2007-08-28 | 18.8 | 19.7   |
| 3    | 2007-09-03 | 22.9 | 24.9   |
| 4    | 2007-09-04 | 25.8 | 27.1   |
| 5    | 2007-09-10 | 22.3 | 23.3   |
| 6    | 2007-09-11 | 21.0 | 22.0   |
| 7    | 2007-09-17 | 25.6 | 26.5   |
| 8    | 2007-09-18 | 23.1 | 24.2   |
| 9    | 2007-09-24 | 12.9 | 13.6   |
| 10   | 2007-09-24 | 19.8 | 20.1   |
| 11   | 2007-10-01 | 23.3 | 23.4   |
| 12   | 2007-10-02 | 24.0 | 23.6   |
| 13   | 2007-10-08 | 22.0 | 22.7   |
| 14   | 2007-10-09 | 23.3 | 24.2   |
| 15   | 2007-10-15 | 22.4 | 23.4   |
| 16   | 2007-10-16 | 23.5 | 24.6   |
| 17   | 2007-10-22 | 23.1 | 24.5   |
| 18   | 2007-10-23 | 24.1 | 25.5   |
| 19   | 2007-10-29 | 26.0 | 26.5   |
| 20   | 2007-10-30 | 22.2 | 22.3   |
| 21   | 2007-11-05 | 21.8 | 23.1   |
| 22   | 2007-11-06 | 22.9 | 24.4   |
| 23   | 2007-11-12 | 20.5 | 21.4   |
| 24   | 2007-11-13 | 22.6 | 23.6   |
| 25   | 2007-11-19 | 19.7 | 20.6   |
| 26   | 2007-11-20 | 20.8 | 21.5   |
| 27   | 2007-11-26 | 21.3 | 22.1   |
| 28   | 2007-11-27 | 21.0 | 21.1   |
| 29   | 2007-12-03 | 20.0 | 19.6   |
| 30   | 2007-12-04 | 20.2 | 19.9   |
| 31   | 2007-12-10 | 19.2 | 19.2   |
| 32   | 2007-12-11 | 24.8 | 25.4   |
| 33   | 2007-12-17 | 17.0 | 17.4   |
| 34   | 2007-12-18 | 16.1 | 15.6   |
| 35   | 2007-12-24 | 13.2 | 12.7   |
| 36   | 2007-12-25 | 16.0 | 15.7   |
| 37   | 2008-01-01 | 15.9 | 15.6   |
| 38   | 2008-01-07 | 15.1 | 14.8   |
| 39   | 2008-01-08 | 15.0 | 15.1   |
| 40   | 2008-01-14 | 15.0 | 15.0   |
| 41   | 2008-01-15 | 15.6 | 15.6   |
| 42   | 2008-01-21 | 14.5 | 13.9   |
| 43   | 2008-01-22 | 15.6 | 15.5   |
| 44   | 2008-01-28 | 14.5 | 13.5   |
| 45   | 2008-01-29 | 14.8 | 14.5   |
| 46   | 2008-02-04 | 12.9 | 11.5   |
| 47   | 2008-02-05 | 16.7 | 16.1   |
| 48   | 2008-02-11 | 15.0 | 14.5   |
| 49   | 2008-02-12 | 14.3 | 14.0   |
| 50   | 2008-02-18 | 13.6 | 12.9   |
| 51   | 2008-02-19 | 16.6 | 15.9   |
| 52   | 2008-02-25 | 14.7 | 14.3   |
| 53   | 2008-02-26 | 19.5 | 19.2   |
| 54   | 2008-03-03 | 17.0 | 16.8   |
| 55   | 2008-03-04 | 17.9 | 17.5   |
| 56   | 2008-03-10 | 15.5 | 15.2   |
| 57   | 2008-03-11 | 15.7 | 15.6   |
| 58   | 2008-03-17 | 14.9 | 14.8   |
| 59   | 2008-03-18 | 14.9 | 14.0   |
| 60   | 2008-03-24 | 13.9 | 13.0   |
| 61   | 2008-03-25 | 16.1 | 15.7   |
| 62   | 2008-03-31 | 17.2 | 16.7   |
| 63   | 2008-04-01 | 19.7 | 18.9   |
| 平均 | 平均       | -    | -      |